# Obersimmental-Saanen
Obersimmental-Saanen (niem. Verwaltungskreis Obersimmental-Saanen) – okręg w Szwajcarii, w kantonie Berno, w regionie administracyjnym Oberland. Siedziba okręgu znajduje się w miejscowości Saanen.
Okręg został utworzony 1 stycznia 2010. Składa się z siedmiu gmin (Gemeinde) o łącznej powierzchni 574,88 km² i o łącznej liczbie mieszkańców 16 550.

## Gminy
1. Boltigen
2. Gsteig bei Gstaad
3. Lauenen
4. Lenk
5. Saanen
6. St. Stephan
7. Zweisimmen